# Sarmațian
Sarmațianul este o unitate cronostratigrafică  relaționată cu ultima vârstă a Miocenului din sud-estul Europei. 
Localizarea temporală a Sarmațianului este între 13 - 9/8,5 Ma. Situarea lui este în plan depărtat temporal apropiată de limita superioară a Serravallianului și în plan apropiat situată spre limita inferioară a Tortonianului - vârste geologice din Miocen.
Numele provine de la Sarmația – denumire dată în antichitate regiunii de la nord de Marea Neagră.
Noțiunea nu este conformă clasificării stratigrafice actuale standard  și se referă mai ales la zonele paleogeografice ale Bazinului Dacic (aria extinsă de la poalele Carpaților Meridionali și Orientali - de curbură,  până în actuala zonă a Dunãrii de Jos - la nord de spațiul prebalcanic) și mai puțin la acelea ale Bazinului Transilvan (numai zonele exprimate de Formațiunea de Dobârca ce  acoperă concordant unitățile mai vechi din partea sud-vestică a bazinului și, unitățile Formațiunilor de Mărtiniș respectiv Merești în partea estică)
Sarmațianul este reprezentat în România prin straturi de nisipuri și de argile (de care sunt legate cele mai multe zăcăminte de gaze naturale)